# Ciudad Guayana

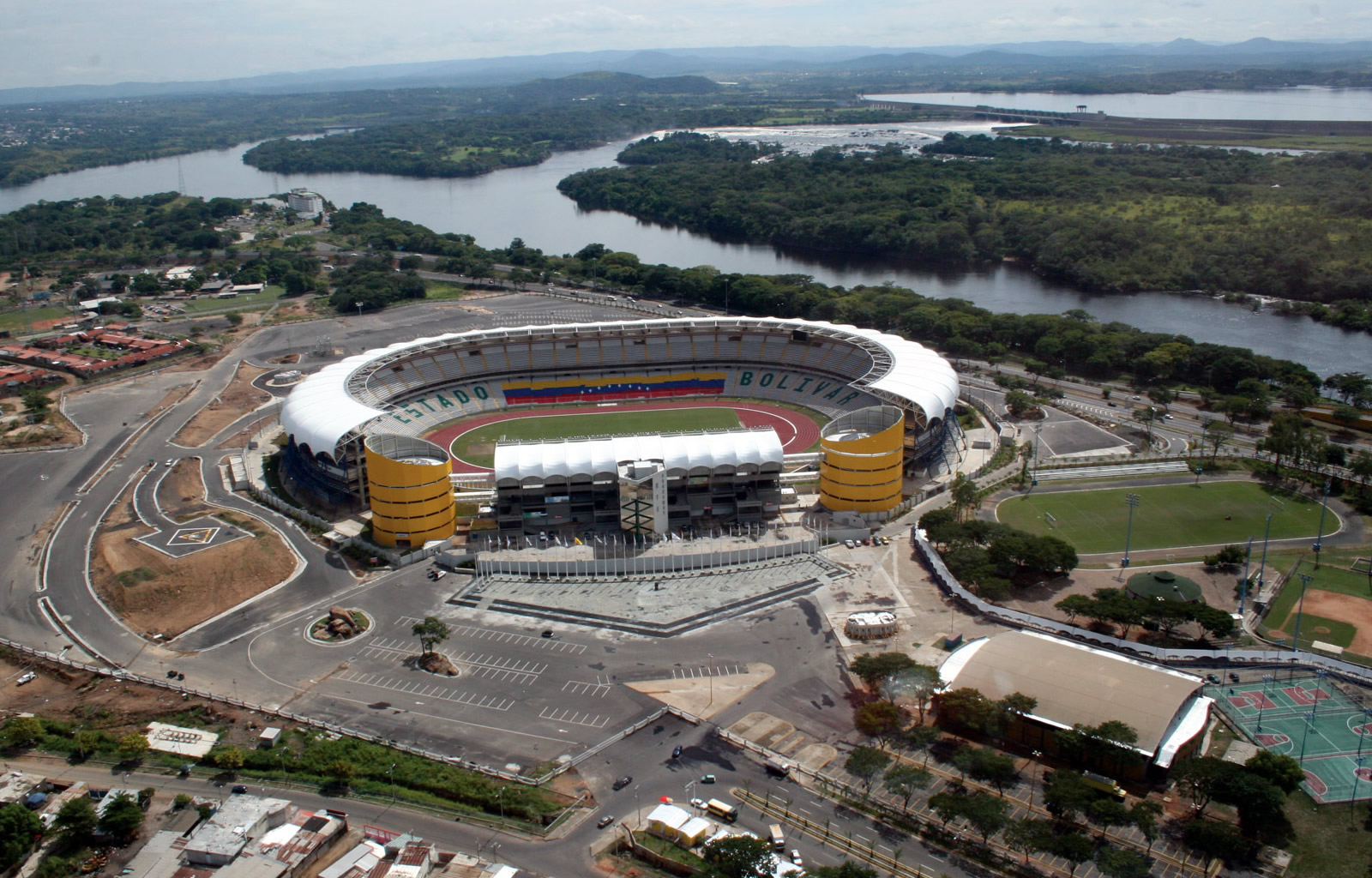
Fotbollsarenan Estadio Cachamay

Ciudad Guayana är en industristad i delstaten Bolívar i Venezuela. Staden, som med sina 672 651 invånare år 2011 är delstatens största, ligger 70 mil sydost om huvudstaden Caracas och 25 mil uppströms från floden Orinocos mynning. Staden ligger där landets två viktigaste floder Caroní och Orinoco flyter ihop.

## Historia
Ciudad Guayana bildades 1961 genom sammanslagning av de två städerna Puerto Ordaz och San Félix. Puerto Ordaz grundades 1952 som säte för gruvbolaget Orinoco Mining Company. Ciudad Guyana är nu en av de ekonomiskt mest expansiva städerna i landet och har flera moderna industrier.

## Administrativ indelning
Ciudad Guayana är indelad i åtta socknar, parroquias.
- Cachamay, Chirica, Dalla Costa, Once de Abril, Simón Bolívar, Unare, Universidad, Vista al Sol

Invånarantalet beräknades till 758 031 invånare år 2008.
Staden administrerar en kommun som går under namnet Caroní, som består av Ciudad Guayana samt ytterligare två socknar, Pozo Verde och Yocoima. Kommunen täcker en yta av 1 612 kvadratkilometer, och beräknades ha 790 070 invånare år 2008.

## Näringsliv
Ciudad Guayana har stora metallindustrianlägningar för framställning av aluminium och järn.  Metallindustrin är viktig inte bara för Ciudad Guayana och delstaten Bolívar utan för hela Venezuela då den är landets näst viktigaste näring efter oljeindustrin. En stor del av Venezuelas industri, förutom oljeindustrin, är lokaliserad till Ciudad Guayana. Där finns också världens näst största vattenkraftverk.

## Guridammen
Guridammen är en vattenkraftanläggning med en av världens största dammar. Den har skapats genom att floden Caroní har dämts upp innan den flyter ut i Orinoco. Dammen är en del av en kraftverksanläggning med det officiella namnet "Central Hidroeléctrica Raúl Leoni". Den konstgjorda dammen är Venezuelas näst största sjö, efter Maracaibosjön. Den är 1,3 km lång, 162 m djup och har en yta av 45 336 km².
Guridammen producerar 70 % av Venezuelas elenergi och sparar 300 000 fat olja per dag jämfört med el-framställning i oljekraftverk.